# Chicago Film Critics Association Award/Vielversprechendster Filmemacher
Gewinner des Chicago Film Critics Association-Awards in der Kategorie Vielversprechendster Filmemacher  (Most Promising Filmmaker). Die US-amerikanische Filmkritikervereinigung vergab von 2001 bis 2018 den Preis an den besten Regisseur bzw. die Regisseurin, deren Karriere noch am Anfang steht. Der Preis wurde alljährlich Mitte Dezember ihre Auszeichnungen für die besten Filmproduktionen und Filmschaffenden des laufenden Kalenderjahres bekannt. Diese wurden wie bei der Oscar- oder Golden-Globe-Verleihung aus fünf Nominierten ausgewählt.
| Jahr | Preisträger                              | Filmtitel                   | Deutscher Titel                   |
| ---- | ---------------------------------------- | --------------------------- | --------------------------------- |
| 2001 | Todd Field                               | In the Bedroom              | In the Bedroom                    |
| 2002 | Dylan Kidd                               | Roger Dodger                | Sex für Anfänger                  |
| 2003 | Shari Springer Berman und Robert Pulcini | American Splendor           | American Splendor                 |
| 2004 | Zach Braff                               | Garden State                | Garden State                      |
| 2005 | Bennett Miller                           | Capote                      | Capote                            |
| 2006 | Rian Johnson                             | Brick                       | Brick                             |
| 2007 | Ben Affleck                              | Gone Baby Gone              | Gone Baby Gone – Kein Kinderspiel |
| 2008 | Tomas Alfredson                          | Låt den rätte komma in      | So finster die Nacht              |
| 2009 | Neill Blomkamp                           | District 9                  | District 9                        |
| 2010 | Derek Cianfrance                         | Blue Valentine              | Blue Valentine                    |
| 2011 | Sean Durkin                              | Martha Marcy May Marlene    | Martha Marcy May Marlene          |
| 2012 | Benh Zeitlin                             | Beasts of the Southern Wild | Beasts of the Southern Wild       |
| 2013 | Destin Cretton                           | Short Term 12               | Short Term 12 – Stille Helden     |
| 2014 | Damien Chazelle                          | Whiplash                    | Whiplash                          |
| 2015 | Alex Garland                             | Ex Machina                  | Ex Machina                        |
| 2016 | Robert Eggers                            | The Witch                   | The Witch                         |
| 2017 | Greta Gerwig                             | Lady Bird                   | Lady Bird                         |
| 2018 | Bing Liu                                 | Minding the Gap             | Minding the Gap                   |